# Ponte (música)
Ponte é, na música (especialmente na música popular ocidental), uma seção contrastante de uma canção ou peça musical, que também prepara para o retorno de seu tema original. A ponte pode ser a terceira frase de oito compassos numa forma de 32 compassos (o B em AABA), ou pode ser usada mais livremente, numa forma verso-refrão ou numa forma AABA composta, servindo como contraste a uma seção AABA completa. A ponte comumente costuma estar numa tonalidade que estabelece um contraste com a melodia original, por vezes numa quarta perfeita mais alta.
Em relação à letra de uma canção, a ponte costuma ser usada tipicamente para pausar e refletir a respeito de partes anteriores do texto ou preparar o ouvinte para o seu clímax. O termo também pode se referir à seção entre as estrofes principais e o refrão, que também é chamado de "pré-refrão" (pre-chorus, em inglês).

## Música clássica
Na música clássica, as pontes, também conhecidas como transições, são bastante comuns, embora sejam muito mais livres tanto em forma quanto em duração. Costumam ser usadas para delinear sessões diferentes de uma obra maior, ou para suavizar ou que seria uma modulação abrupta, como a transição entre os dois temas de uma forma-sonata. Neste último contexto, esta transição entre dois temas musicais costuma ser chamada de "tema de transição", e de fato, em sinfonias românticas como a nona sinfonia de Dvořák, ou a sinfonia em ré menor, de César Franck, o tema de transição torna-se quase um terceiro tema por si próprio.